# Liste von Karstquellen in Nordrhein-Westfalen

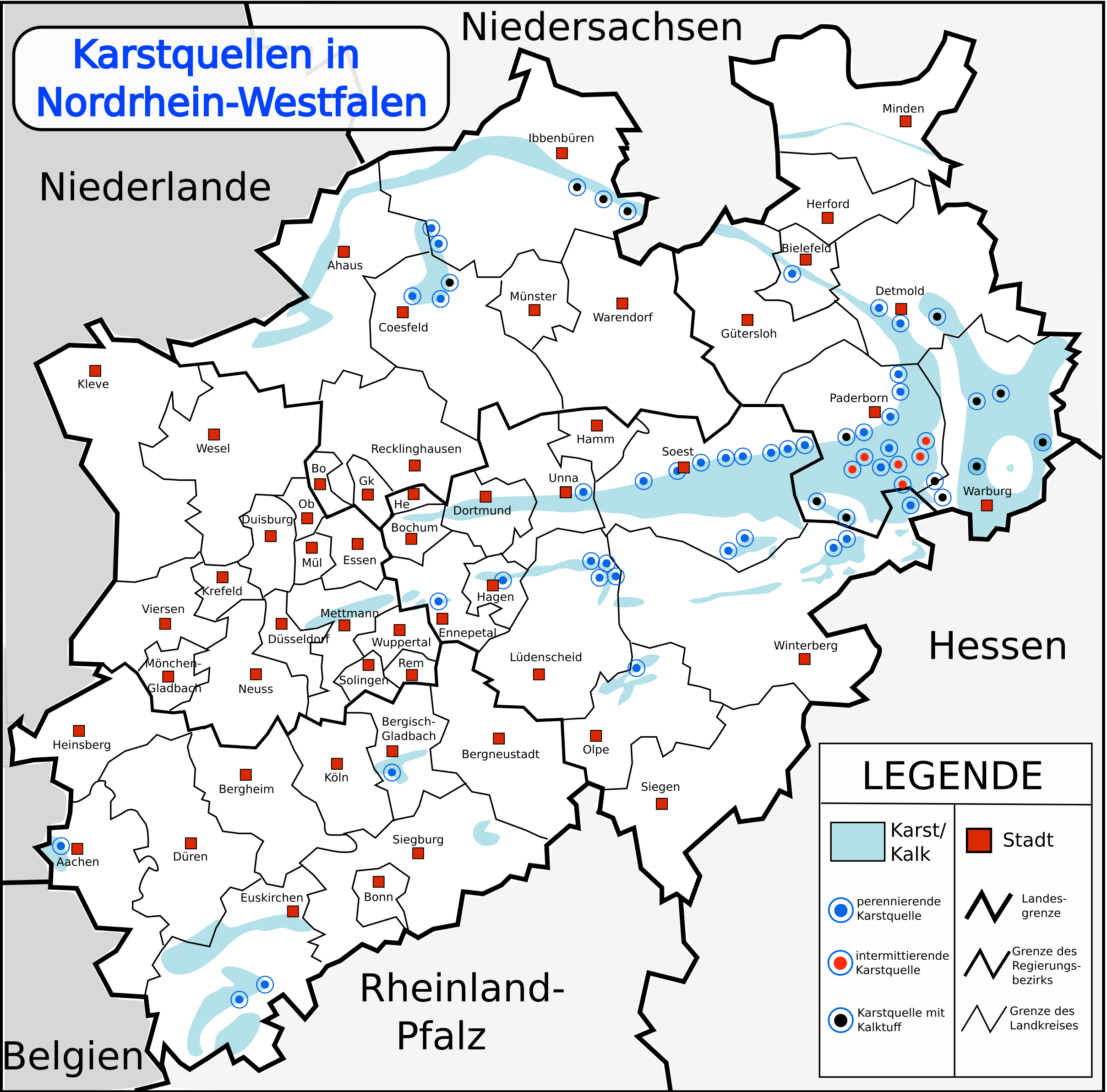
Die Karte zeigt die ungefähre Lage von Karst-/Kalkvorkommen und Karstquellen in Nordrhein-Westfalen

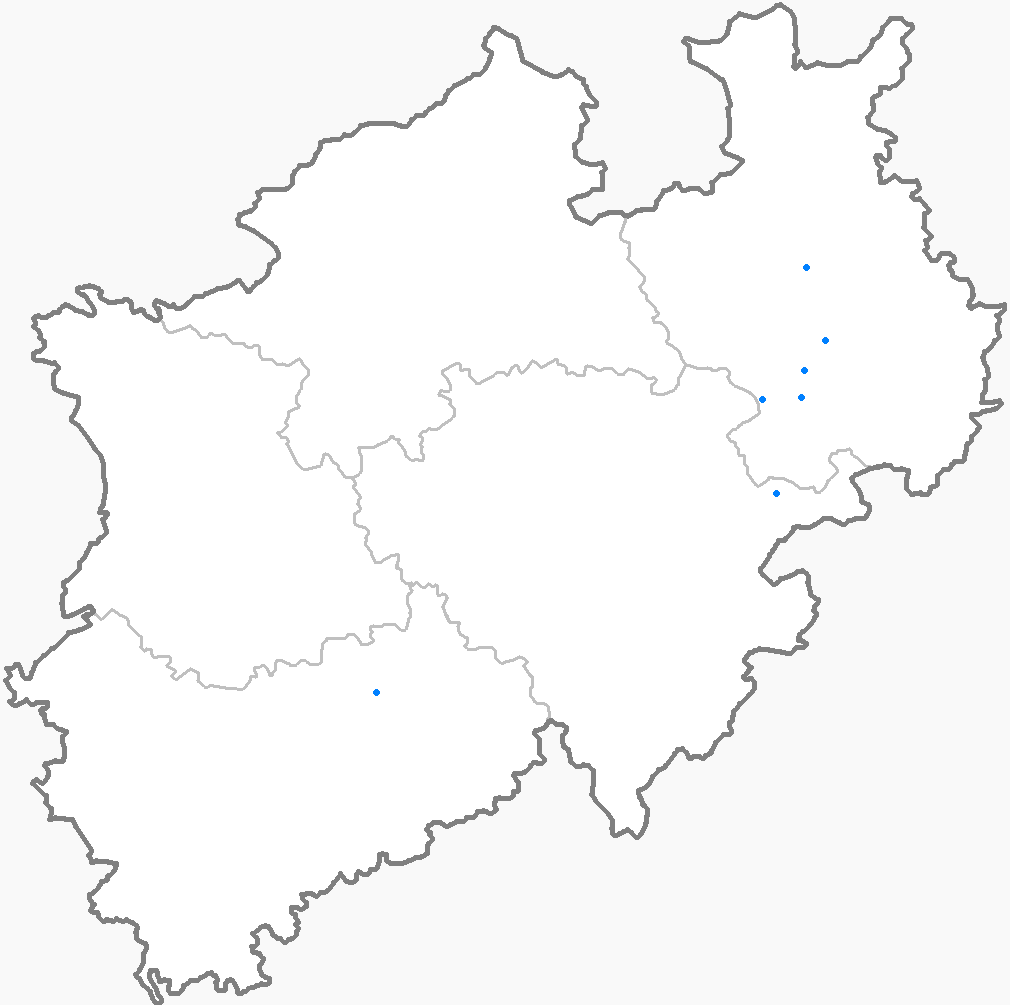
Große Karstquellen in Nordrhein-Westfalen

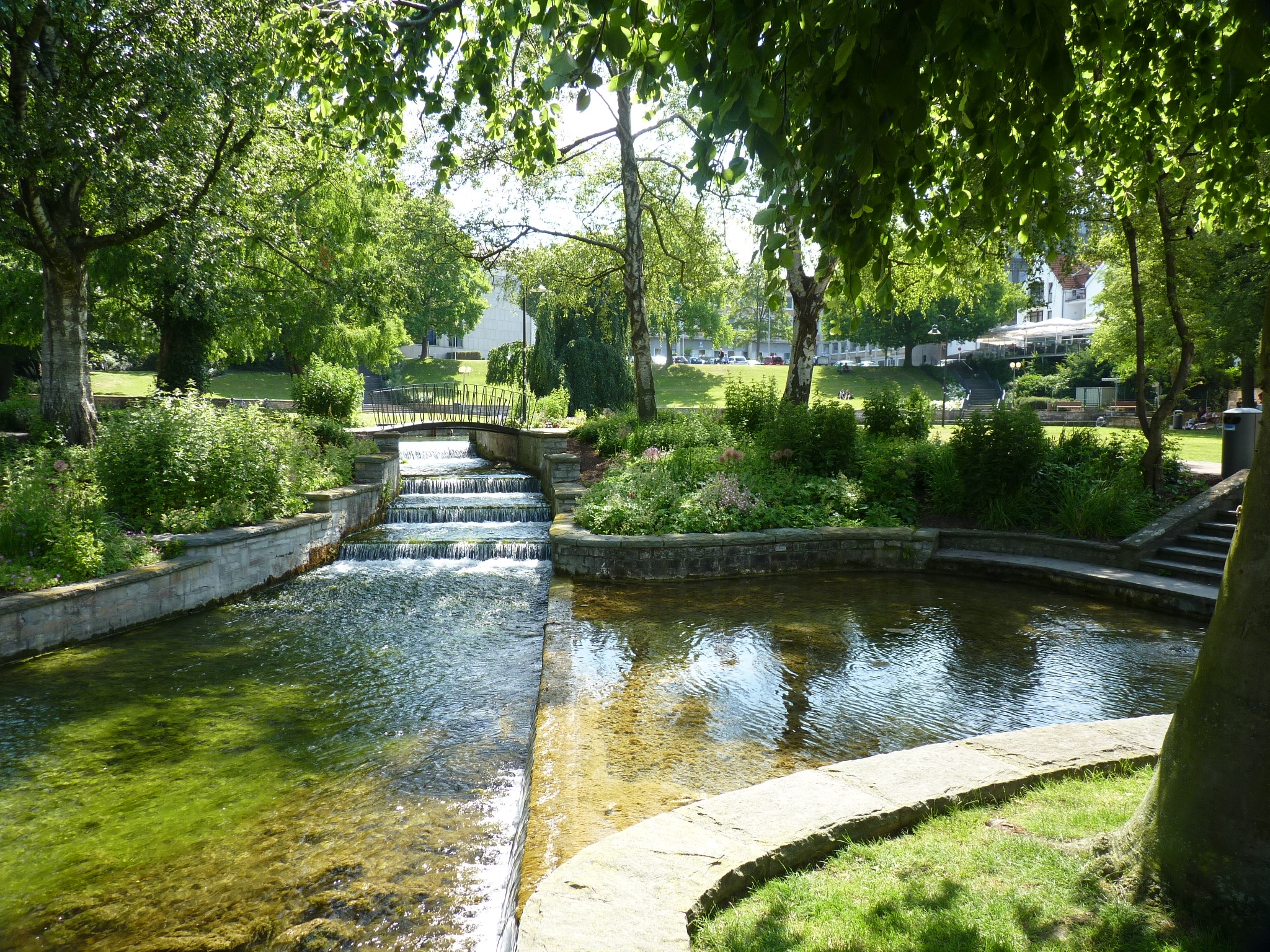
Paderquellgebiet (im Vordergrund: Quellbecken der Dammpader) im Stadtpark von Paderborn

Dies ist eine Liste von Karstquellen in Nordrhein-Westfalen. Sie enthält eine Auswahl von Karstquellen in Nordrhein-Westfalen.

## Allgemeines
Bedeutende Karstgebiete in Nordrhein-Westfalen sind unter anderem die Paderborner Hochfläche, die Briloner Hochfläche, die Warsteiner Hochfläche (hier sind die meisten Karstquellen, z. B. Lörmeckequellen und Hillenbergquelle II, zwecks Wasserversorgung der Region Warstein und Teilen der südlichen Hellwegregion gefasst), der Nordrand des Haarstrangs (entlang des Hellwegs) sowie die Baumberge, welche lokal verkarstet sind und viele kleinere Karstquellen aufweisen, und der Schöppinger Berg. Weitere kleine Massenkalkvorkommen sind im Schiefergestein von Sauerland, Bergischem Land und Eifel (Kalkeifel) eingelagert.
In Nordrhein-Westfalen treten die Karstquellen in drei verschiedenen Erscheinungsformen zu Tage. Neben den sogenannten perennierenden (ständig wasserführenden) Quellen kommen vor allem im Bereich der Paderborner Hochfläche intermittierende (temporär wasserführende) Quellen vor. Diese werden im Paderborner Land Quickspringe genannt. Wasser führen sie nur nach starken Regenfällen, oder während der Schneeschmelze. Außerdem treten (teils auch außerhalb der größeren Karstgebiete) Karstquellen auf, um welche sich Kalktuff abgelagert hat.
Vor allem entlang des Hellwegs reiht sich eine Karstquelle an die andere. Das Wasser, welches zuvor in Klüften des Massenkalkkomplexes der Haar versickert ist, sammelt sich hier unterirdisch und staut sich am sogenannten Emscher Mergel (einer wasserundurchlässigen Schicht) an, um dann gezwungenermaßen emporzusteigen. Es tritt dann an der Grenze zwischen Kalk (Karst) und Mergel entlang eines Quellhorizonts zu Tage. Dieser zieht sich nach Osten weiter bis zur Paderborner Hochfläche, dem größten Karstgebiet in Nordrhein-Westfalen.

## Liste von Karstquellen

### Hinweise
- Die Schüttungswerte können abweichen, wenn der Herausgeber der Daten lediglich den Durchschnittswert von Mittlerem Niedrigwasserabfluss (MNQ) und Mittlerem Hochwasserabfluss (MHQ) errechnete. Die mittlere Schüttung liegt deutlich darunter. Falsche Zahlen können auch durch Angeben des MHQ als Mittlerer Abfluss (MQ) entstehen.
- Die Liste enthält bei weitem nicht alle Karstquellen in Nordrhein-Westfalen, sondern nur einige mehr oder weniger bekannte. Viele kleinere Karstquellen sind heutzutage schlecht zugänglich, oder in Städten unterirdisch gefasst und nicht sichtbar; zu diesen Quellen gibt es nur sehr ungenaue Informationen. Die Zahl der Einzel-Karstquellen in Nordrhein-Westfalen bewegt sich im dreistelligen Bereich.
- Eine umfangreiche Liste von deutschen Karstquellen außerhalb Nordrhein-Westfalens ist in der Liste von Karstquellen in Deutschland aufgeführt.

### Die Liste
| Bild | Name                                 | Mittlere Schüttung (l/s) | Ort              | Regierungsbezirk (Kreis)          | Fluss- system | Bemerkung                                                                                             | Lage |
| ---- | ------------------------------------ | ------------------------ | ---------------- | --------------------------------- | ------------- | --- | ---- |
|      | Ahequelle                            | 100                      | Erwitte          | Arnsberg (Soest)                  | Rhein         | | ⊙    |
|      | Ahrquelle                            | 12                       | Blankenheim      | Köln (Euskirchen)                 | Rhein         | entspringt im Keller eines Fachwerkhauses                                                             | ⊙    |
|      | Ahsequelle                           | >100                     | Lohne            | Arnsberg (Soest)                  | Rhein         | | ⊙    |
|      | Almequelle                           | 800                      | Alme             | Arnsberg (Hochsauerlandkreis)     | Rhein         | Größte Karstquelle im Sauerland                                                                       | ⊙    |
|      | Altenauquelle                        |                          | Blankenrode      | Detmold (Paderborn)               | Rhein         | | ⊙    |
|      | Barmer Teich                         |                          | Hagen            | Arnsberg -                        | Rhein         | verkarsteter Quellteich unterhalb des Weißensteins                                                    | ⊙    |
|      | Berlebecker Quellen                  |                          | Berlebeck        | Detmold (Lippe)                   | Weser         | teils zur Trinkwasserversorgung gefasst                                                               |      |
|      | Bullerteich                          | 93                       | Warstein         | Arnsberg (Soest)                  | Rhein         | entwässert die Warsteiner Hochfläche                                                                  | ⊙    |
|      | Erftquelle                           |                          | Nettersheim      | Köln (Euskirchen)                 | Rhein         | | ⊙    |
|      | Erwitter Quellen                     | 100                      | Erwitte          | Arnsberg (Soest)                  | Rhein         | | ⊙    |
|      | Feldhofquelle                        | 400                      | Menden           | Arnsberg (Märkischer Kreis)       | Rhein         | |      |
|      | Freiligrathquelle                    | 500                      | Menden           | Arnsberg (Märkischer Kreis)       | Rhein         | |      |
|      | Gellinghausener Quellen              | 160                      | Gellinghausen    | Detmold (Paderborn)               | Rhein         | | ⊙    |
|      | Geseker Spring                       | 100                      | Geseke           | Arnsberg (Soest)                  | Rhein         | Quelle ist unterirdisch gefasst                                                                       | ⊙    |
|      | Gieselerquellen                      | 100                      | Eikeloh          | Arnsberg (Soest)                  | Rhein         | | ⊙    |
|      | Hederquellen                         | 1900                     | Upsprunge        | Detmold (Paderborn)               | Rhein         | zweitstärkstes Quellgebiet in NRW; 2006 umgestaltet                                                   | ⊙    |
|      | Hellwegquellen                       |                          | Mühlhausen       | Arnsberg (Unna)                   | Rhein         | zweitgrößtes Quellgebiet in NRW (rund 40 Quellen, teils artesisch)                                    | ⊙    |
|      | Hüttenspring                         |                          | Oberrödinghausen | Arnsberg (Märkischer Kreis)       | Rhein         | Quellwasser treibt den Oberrödinghauser Hammer an.                                                    | ⊙    |
|      | Jordanquelle                         | 300                      | Bad Lippspringe  | Detmold (Paderborn)               | Rhein         | unterirdisch mit der Lippequelle verbunden                                                            | ⊙    |
|      | Karstquelle bei der Ruine Falkenburg |                          | Berlebeck        | Detmold (Lippe)                   | Weser         | | ⊙    |
|      | Karstquellen im Frettertal           |                          | Frettermühle     | Arnsberg (Olpe)                   | Rhein         | meist als Brunnen gefasst, sichtbare Quelle (nicht gefasst) liegt in einer Wiese nahe dem Fretterbach | ⊙    |
|      | Leerbachquelle                       |                          | Leer             | Münster (Steinfurt)               | Rhein         | als Naturdenkmal geschützt                                                                            | ⊙    |
|      | Lippequelle                          | 740                      | Bad Lippspringe  | Detmold (Paderborn)               | Rhein         | | ⊙    |
|      | Löwenspring                          | 30                       | Ennepetal        | Arnsberg (Ennepe-Ruhr)            | Rhein         | 2015 durch Zufall bei Bauarbeiten entdeckt                                                            | ⊙    |
|      | Lutterquelle                         |                          | Bielefeld        | Detmold                           | Rhein         | | ⊙    |
|      | Moosspring                           | 130                      | Alme             | Arnsberg (Hochsauerlandkreis)     | Rhein         | nahe dem gleichnamigen Forsthaus                                                                      | ⊙    |
|      | Paderquellen                         | 5000                     | Paderborn        | Detmold (Paderborn)               | Rhein         | Größtes und stärkstes Quellgebiet in NRW                                                              | ⊙    |
|      | Rethlager Quellen                    |                          | Lage             | Detmold (Lippe)                   | Weser         | mit angrenzendem Naturschutzgebiet                                                                    | ⊙    |
|      | Rosenteich                           | 80                       | Geseke           | Arnsberg (Soest)                  | Rhein         | | ⊙    |
|      | Salzbachquelle                       |                          | Werl             | Arnsberg (Soest)                  | Rhein         | | ⊙    |
|      | Schwarthoffs Quelle                  |                          | Leer             | Münster (Steinfurt)               | Rhein         | | ⊙    |
|      | Sieben Quellen                       |                          | Seffent          | Köln (Städteregion Aachen)        | Rhein         | | ⊙    |
|      | Sieben Quellen                       |                          | Sükerhook        | Münster (Coesfeld)                | Rhein         | als Naturdenkmal geschützt                                                                            | ⊙    |
|      | Sieben Quellen                       |                          | Schapdetten      | Münster (Coesfeld)                | Rhein         | | ⊙    |
|      | Soester Quellen (u. a. Großer Teich) | 600                      | Soest            | Arnsberg (Soest)                  | Rhein         | Der große Teich wird von Quellen am Seegrund gespeist.                                                | ⊙    |
|      | Storchenkolk                         | 120                      | Borchen          | Detmold (Paderborn)               | Rhein         | | ⊙    |
|      | Störmeder Spring                     |                          | Störmede         | Arnsberg (Soest)                  | Rhein         | | ⊙    |
|      | Strundequelle                        | 50                       | Herrenstrunden   | Köln (Rheinisch-Bergischer Kreis) | Rhein         | erhielt 2011 eine neue Quellfassung                                                                   | ⊙    |
|      | Völmeder Spring                      | 100                      | Geseke           | Arnsberg (Soest)                  | Rhein         | | ⊙    |
|      | Wiederaustritt des Bilsteinbachs     |                          | Warstein         | Arnsberg (Soest)                  | Rhein         | Beim Eingang der Bilsteinhöhle                                                                        | ⊙    |
|      | Wiederaustritt der Hönne             |                          | Menden           | Arnsberg (Märkischer Kreis)       | Rhein         | Unterhalb der Burg Klusenstein                                                                        | ⊙    |